# Los chulitos
Los chulitos es el cuarto álbum de estudio del cantante estadounidense De la Ghetto. Fue publicado el 28 de agosto de 2020 a través del sello discográfico Warner Music Latina. Contiene colaboraciones de Rauw Alejandro, Justin Quiles, Arcángel, entre otros.
Indicios del proyecto fueron mencionados por primera vez en 2018, durante la promoción de Mi movimiento. Sobre la elección del título, el cantante destaca que fue su gerente quien le sugirió tal nombre.

## Antecedentes
Uno de los apodos del cantante es “El Chulito” o “Los Chulitos” cuando aparecía en compañía de un grupo. En una entrevista de 2016, el cantante dijo que es un estilo de vida basado en el lugar donde se crio, destacando: «Para ser un “chulito” solo tienes que andar siempre representable, con perfume, un recorte, no necesariamente con ropas de marca».
El 30 de enero de 2020 se anunció un acuerdo global entre el cantante y el sello de publishing peermusic, uniéndose a la lista de cantantes hispanohablantes como Chayanne, Víctor Manuelle, Mala Rodríguez, entre otros. Parte del acuerdo es la distribución de su catálogo pasado como también futuro. En una entrevista en marzo, el cantante habló del aislamiento y del impacto en la industria, anunciando la publicación del álbum en el verano boreal.
El 19 de agosto fue revelado la lista de canciones y la carátula del álbum a través de su cuenta oficial de Instagram, la cual estuvo a cargo de Carlos A. Rivera “Carlitos Skills”, cuyas piezas previas como ‘Vaivén’ han sido presentadas en el Art Basel.

## Sencillos
- «Selfie» fue estrenado el 15 de agosto de 2019, siendo el primer sencillo desprendido del álbum.[8] Un vídeo musical fue dirigido por Nuno Gomes en Bogotá, Colombia; donde destacan el uso de luces y neones con modelos tomándose selfie.[9] El sencillo tuvo una remezcla con la participación de Zion & Lennox, Jhay Cortez y Miky Woodz.[10]

- «Feka» fue el segundo sencillo desprendido del álbum. Publicado el 24 de octubre de 2019,[11] es una colaboración con El Alfa y Miky Woodz, con un estilo más agresivo.[12][13]

- «El que se enamora pierde» junto a Darell fue el tercer sencillo. Publicado el 5 de marzo de 2020,[14] la canción fue producida por Jowny, Mambo Kingz y DJ Luian.[3] El vídeo musical fue dirigido por Daniel Duran en Miami con un concepto “cinemático, pero callejero”.[15]

- «Sube la Music» con Nicky Jam fue liberado con su vídeo musical el mismo día de la publicación del álbum, estuvo a cargo de la productora WildHouse Pictures. Esta es la tercera colaboración entre los dos cantantes, luego de «Si tú no estás» y «Acércate (Remix)». La canción posee un sample del sencillo «No Letting Go» de Wayne Wonder, publicada en 2002.[16]

## Lista de canciones
| N.º   | Título                                               | Productor(es)                               | Duración |  |
| 1.    | «ChuliGang»                                          | Hennedub                                    | 2:43     |  |
| 2.    | «Perdida»                                            | Lelo & Jazz “The Hitmen”                    | 3:13     |  |
| 3.    | «El volante» (con Dalex)                             | Dímelo Flow · The Rudeboyz                  | 3:04     |  |
| 4.    | «El que se enamora pierde» (con Darell)              | DJ Luian · Jowny · Mambo Kingz              | 2:44     |  |
| 5.    | «Sigue tu camino» (con Manuel Turizo)                | DJ Luian · Jowny · Mambo Kingz              | 3:49     |  |
| 6.    | «Cuando será»                                        | G.O. Kings Bred · Izzy Guerra               | 3:01     |  |
| 7.    | «Sube la music» (con Nicky Jam)                      | The Hitmen                                  | 2:57     |  |
| 8.    | «Me acostumbré» (con Arcángel)                       | Crivas · JH Beats · Lelo “The Hitmen”       | 3:31     |  |
| 9.    | «Me parece» (con Farruko)                            | Dímelo Flow · The Hitmen                    | 3:16     |  |
| 10.   | «Lo que me falta»                                    | Puri · Yera                                 | 3:10     |  |
| 11.   | «Suave rico» (con Rauw Alejandro)                    | Mistel Kind · Super Solo                    | 3:48     |  |
| 12.   | «Sin maquillaje» (con Justin Quiles y Lenny Tavárez) | Noise Up · Shakal                           | 3:35     |  |
| 13.   | «FEKA» (con El Alfa y Miky Woodz)                    | DJ Luian · Hydro · Mambo Kingz · Santo Niño | 4:11     |  |
| 14.   | «Tokyo» (con Myke Towers)                            | Ariel G · Cypherbeatzz                      | 3:43     |  |
| 15.   | «Bienvenido al bellakeo» (con Jowell & Randy)        | The Hitmen                                  | 4:05     |  |
| 16.   | «Sin perse» (con Arcángel, Cosculluela y Ñengo Flow) | The Hitmen                                  | 4:43     |  |
| 17.   | «Yo pago por to'»                                    | SOS                                         | 2:20     |  |
| 18.   | «Selfie»                                             | Guelo Star · The Hitmen                     | 3:10     |  |
| 61:15 |                                                      |                                             |          |  |

## Posicionamiento en listas
| Listas (2020)                        | Mejor posición |
| ------------------------------------ | -------------- |
| España (Top 100 Álbumes)             | 54             |
| Estados Unidos (Latin Rhythm Albums) | 14             |
| Estados Unidos (Top Latin Albums)    | 17             |